# Амвросимов Михайло Андрійович
Миха́йло Амвро́симов (Афро́симов; н. бл. 1760 — †1825) — російський та український архітектор.

## Біографічні відомості
Амбросимов Михайло народився 1790 року у Петербурзі. Служив у Преображенському полку, з 1797 року — вчитель архітектури і арифметики. У 1798 році — помічник архітектора у Конторі міських будівель. З 1799 року викладав сільську архітектуру у Школі землеробства.
1802 з Петербурга переїхав до Полтави, де 23 роки працював губернським архітектором і керував губернською креслярнею. За своїми проєктами А. здійснив реконструкцію Полтави і багатьох повітових міст, збудувавши чимало будинків за типовими проєктами; брав участь у створенні ансамблю Круглої площі і монумента Слави в Полтаві на ознаменування Полтавської битви 1709.
За сімейними обставинами переїхав до Воронежа, де також обіймав посаду губернського архітектора. Незабаром за клопотанням губернатора Репніна-Волконського повернувся у Полтаву, де очолював місцеву креслярню.
Працював у стилі української ампірної архітектури.
Амбросимов Михайло створив генеральний план міста у 1803 та 1805 роках.
Керував забудовою Круглої площі. Проєкт Монумента Слави на Круглій площі 1804, здійснений у 1805-1811 роках за участю.